# 默訥什蒂烏爾鄉
45°49′N 22°04′E / 45.817°N 22.067°E
默訥什蒂烏爾鄉（羅馬尼亞語：Comuna Mănăștiur, Timiș），是羅馬尼亞的鄉份，位於該國西部，由蒂米什縣負責管轄，面積42平方公里，海拔高度184米，2002年人口1,706，人口密度每平方公里41人。